# Vladislav Polzunov
Vladislav Leonidovitj Polzunov (ryska: Владислав Леонидович Ползунов), född den 21 januari 1976 i Moskva i Sovjetunionen (nu Ryssland), är en rysk före detta kanotist.
Han tog bland annat VM-brons i C-2 200 meter i samband med sprintvärldsmästerskapen i kanotsport 1998 i Szeged.